# Loge La Solitaire
Loge La Solitaire was een vrijmetselaarsloge in Paramaribo opgericht in 1775, vallende onder het Grootoosten der Nederlanden.
De loge werd in 1775 opgericht door magistraten, die zich daarmee onttrokken aan andere loges. Een belangrijk deel van hen was afkomstig uit de loge La Zélée. Vrijmetselarij kende op dat moment een bloeiperiode in Paramaribo en La Solitaire was de vierde loge die gesticht werd in vijftien jaar tijd, waaronder zich ook de herstichting van Loge Concordia in 1773 bevond en die de eerste keer in 1761 het licht zag. Het bestaan van La Solitaire was van korte duur.
Vrijmetselarij · Beginselen · Geschiedenis · Symbolen · Vrijmetselaarsloge · Ordegrondwet · Obediëntie · Regulariteit en irregulariteit · Ritus · Graden · Grootmeester · Gemengde vrijmetselarij · Para-vrijmetselarij · Antivrijmetselarij · Vrijmetselarij in Nederland · Vrijmetselarij in België · Internationale vrijmetselarij
>>> Meer info op Portaal:Vrijmetselarij <<<